# Валансен
Валансен (фр. Valencin) — коммуна во Франции, находится в регионе Рона — Альпы. Департамент коммуны — Изер. Входит в состав кантона Ла-Верпийер. Округ коммуны — Вьенн.
Код INSEE коммуны — 38519. Население коммуны на 2012 год составляло 2628 человек. Населённый пункт находится на высоте от 270  до 379  метров над уровнем моря. Муниципалитет расположен на расстоянии около 420 км юго-восточнее Парижа, 22 км юго-восточнее Лиона, 75 км северо-западнее Гренобля. Мэр коммуны — Robert Pariset, мандат действует на протяжении 2014—2020 гг.
Динамика населения (INSEE):